# Mariquina (Filipinas)
Mariquina (en filipino: Marikina) es una ciudad filipina de primera categoría perteneciente al Segundo Distrito de la Región de la Capital Nacional (NCR), también denominada Gran Manila.

## Geografía
La ciudad se divide en dos distritos y  16 barangayes, ubicados a lo largo del límite oriental de Metro Manila.
Limita al oeste con Ciudad Quezon; al sur con Pásig, Caintá y Rizal; al este con Antipolo la capital de la provincia de Rizal; y al norte con San Mateo también en la provincia de Rizal.

### Barangayes
La ciudad de Mariquina se divide administrativamente en 16 barangayes o barrios, todos de carácter urbano, divididos en dos distritos.
| Distritos        | Barangayes |
| ---------------- | --- |
| Distrito Primero | Barangka, Tañong, Jesús de la Peña, Santo Niño, Santa Elena (Población), San Roque, Calumpang, Valle Industrial. |
| Distrito Segundo | Concepción I, Concepción II, Tumana, Marikina Heights (Concepción), Fortune, Parang, Nangka, Malanday.           |

## Economía
Mariquina produce el 80 % de la producción de calzado en las Filipinas. Es también el mayor exportador.

## Historia
En 1570 los misioneros agustinos llegan al valle en el lugar ahora conocido como Chorrillo, en Barangka. Más tarde llegaron los jesuitas estableciendo su misión en el barrio de Jesús de la Peña, donde se celebró la primera misa en 1630.
El 16 de abril de 1630 el arzobispo de Manila, a instancias de Fray Pedro de Arce, aprobó la transferencia del control eclesiástico a los jesuitas.

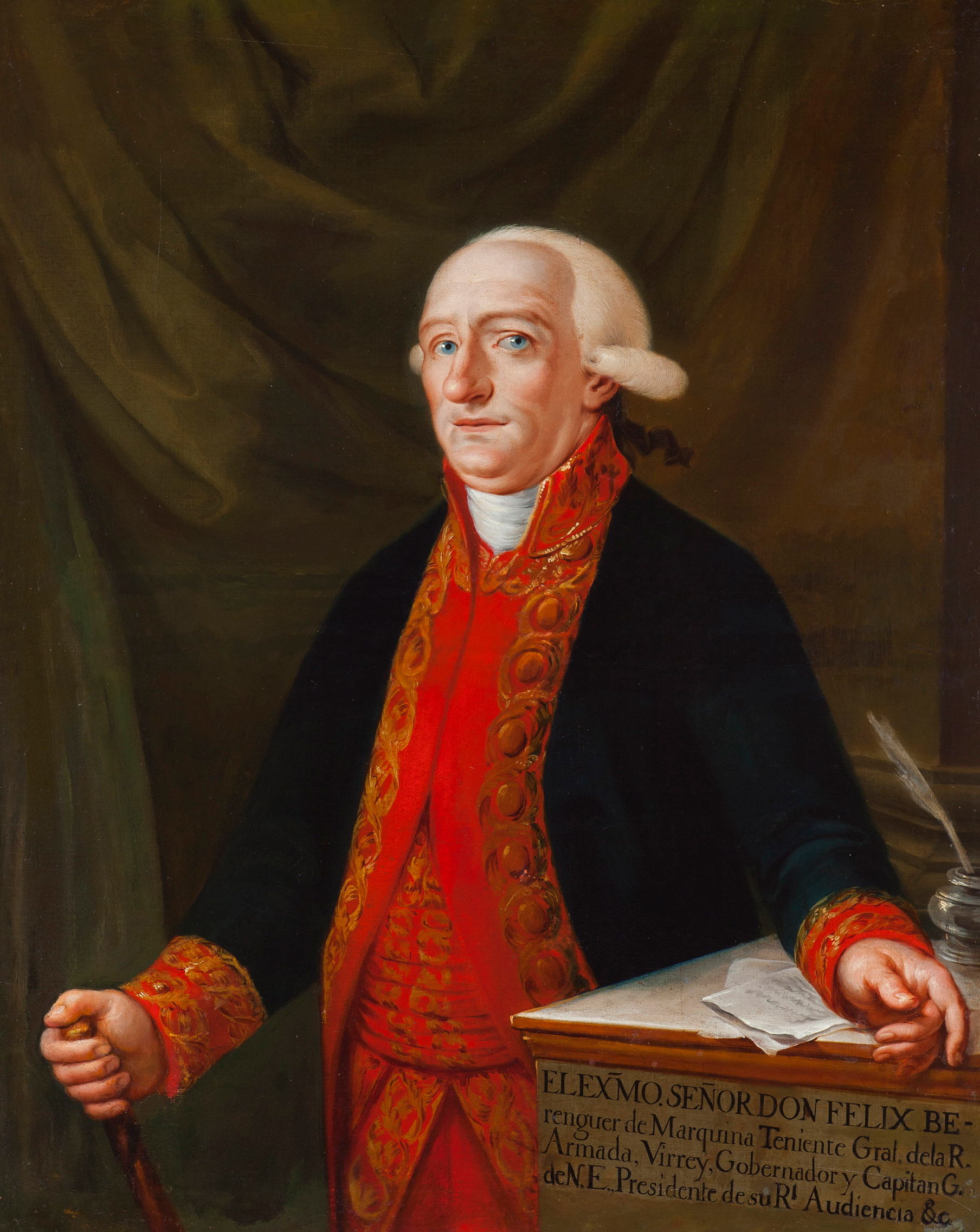
Félix Berenguer de Marquina, Virrey de la Nueva España.

En 1787 este lugar pasa a denominarse Marquina en honor del gobernador Félix Berenguer de Marquina. Ese año, Benito Mendoza se convirtió en el primer Gobernadorcillo de Mariquina.
A principios del siglo XIX la Hacienda Marquina, poseída y administrada por la familia Tuazón era la más grande del Archipiélago.
Formaba parte del Corregimiento de Tondo, en cuyo territorio se hallaba la plaza y ciudad de Manila.

Juan Gregorio fue el primer Alcalde Capitán de Mariquina en 1822.
En 1887 se desarrolla en Marikina la industria de fabricación de calzado, siendo sus pioneros Laureano "Kapitan Moy" Guevara, Ambrosio Santa Inés y Carlos Gervacio.
Mariquina fue capital de la provincia de Manila cuando se produce la Declaración de Independencia de Filipinas.